# Bambudöden

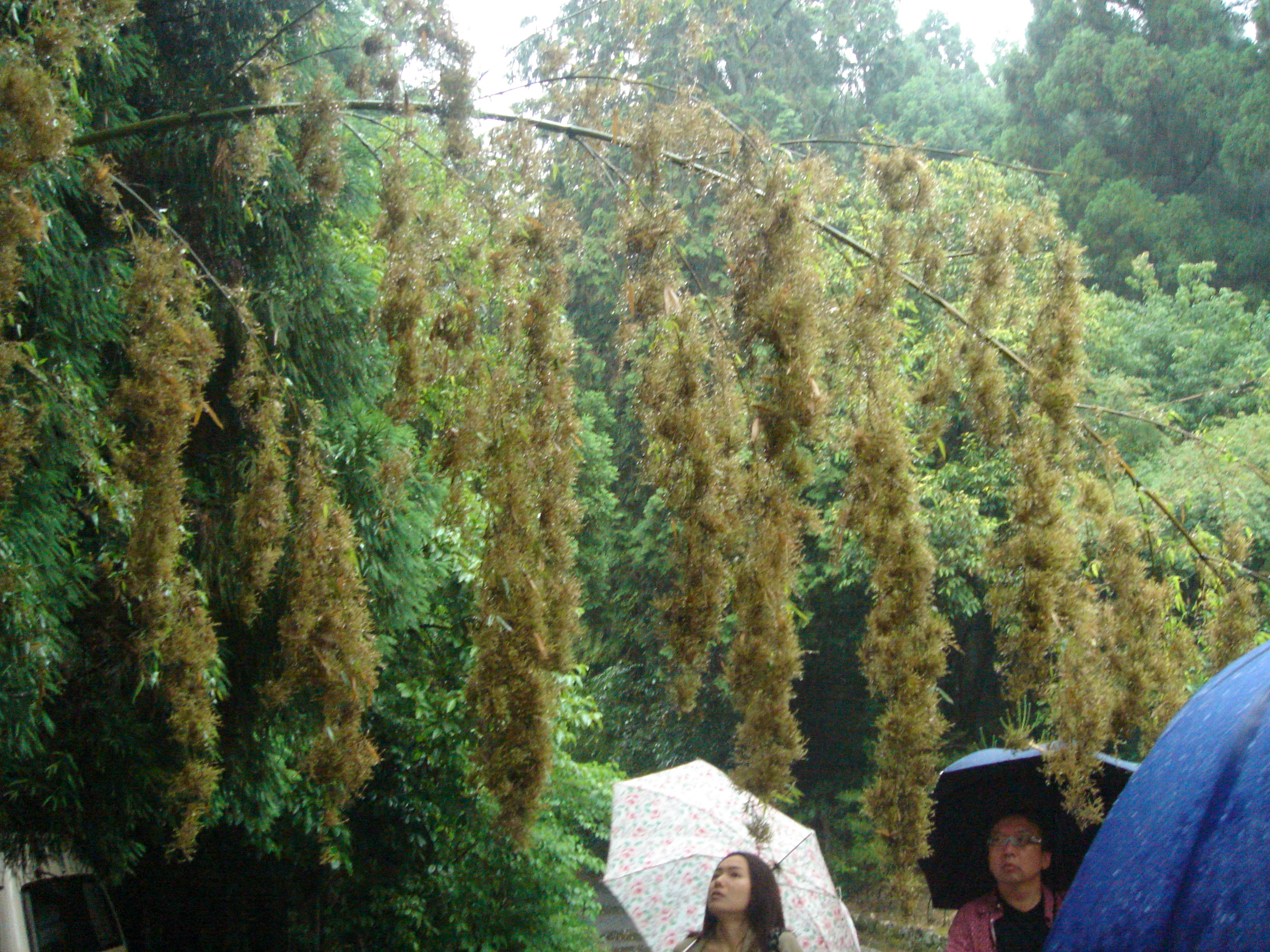
Blommande bambu.

Bambudöden (mizo: mautam) är en cykliskt återkommande svältkatastrof främst i de nordöstra indiska delstaterna Mizoram och Manipur. Den orsakas av ett ekologiskt fenomen som inträffar vart 48:e år när den vilda bambuarten Melocanna baccifera blommar med stora proteinrika blommor. Dessa äts av råttor, vars population snabbt växer av det stora energitillskottet. Den stora mängden råttor äter sedan upp de lokala skördarna av olika grödor som ris, vilket leder till svält.
Mizoram och Manipur är till ungefär 30 % täckta av vilda bambuskogar. Fenomenet inträffar även i delstaten Chin i Myanmar, speciellt i Hakha, Thantlang, Falam, Paletwa och Matupi.

## Mekanism
Under bambudöden blommar Melocanna baccifera över ett mycket vidsträckt område. Efter blomningen dör bambun och lämnar efter sig ett överflöd av frön. Gnagare som svartråttor äter bambufröna. Den stora tillgången till energirik föda hjälper gnagarna att snabbt föröka sig och öka i antal. När fröna tar slut lämnar djuren bambuskogarna och ger sig på skördar och spannmålslager, vilket orsakar svält hos människor.

## Historia
Hungersnöden som bambudöden orsakar har spelat en viktig roll i regionens politiska historia. Det indiska styret i New Delhi avfärdade så sent som inför 1959 års bambublomning fenomenet som vidskepelse. Fortfarande vid nästa blomning, 2006–2007, fick staten och de lokala myndigheterna kritik för att de inte hade förberett sig och importerat mat.